# Былыктах-Арыта
Былыктах-Арыта (в переводе с якутского языка: илистый остров) — небольшой остров в Оленёкском заливе моря Лаптевых. Расположен в дельте реки Оленёк в 2,4 км от материка. С севера отделяется протокой Бытыктах-Тёбюлеге, с юга — протокой Тигян-Тёбюлеге. Остров сильно заболочен. Наивысшая точка — 4 м. Административно относится к Булунскому району Якутии.